# Robert De Veen
Robert De Veen (ur. 27 marca 1886 w Brugii, zm. 8 grudnia 1939) – belgijski piłkarz grający na pozycji napastnika. W swojej karierze rozegrał 23 mecze w reprezentacji Belgii i strzelił w nich 26 goli.

## Kariera klubowa
Całą swoją karierę piłkarską De Veen spędził w klubie Club Brugge. Zadebiutował w nim w 1904 roku. W sezonach 1904/1905 i 1905/1906 został królem strzelców belgijskiej ligi. W 1914 roku zakończył karierę.

## Kariera reprezentacyjna
W reprezentacji Belgii De Veen zadebiutował 22 kwietnia 1906 roku w wygranym 5:0 towarzyskim meczu z Francją, rozegranym w Saint-Cloud. W debiucie zdobył dwa gole. Od 1906 do 1913 roku rozegrał w kadrze narodowej 23 mecze, w których strzelił 26 bramek.

## Kariera trenerska
W swojej karierze trenerskiej De Veen prowadził takie kluby jak: francuskie Olympique Lillois i RC Lens oraz rodzimy Club Brugge.